# Carl Fredrik Reuterswärd
Carl Fredrik Reuterswärd, ou appelé simplement Carl Reuterswärd, est un artiste et écrivain suédois, né le 4 juin 1934 à Stockholm et mort le 3 mai 2016 à Landskrona.

## Biographie

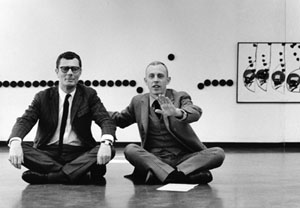
Carl Fredrik Reuterswärd en 1963 (à droite).

Carl Frederik Reuterswärd a étudié avec Fernand Léger à Paris en 1951. Il a tenu sa première exposition en 1952 à Paris. De 1952 à 1955, il étudie l’art à Stockholm, à l’Académie royale des Beaux-Arts, où il exercera en tant que professeur de peinture de 1965 à 1969. À l’automne 1974, il travaille aux États-Unis, où il est nommé professeur au Minneapolis Collège of Art and Design. À 55 ans, il subit un accident vasculaire cérébral qui paralyse son côté droit. Cela l’amène à recommencer une nouvelle vie artistique ; il travaille dur pour ré-apprendre à écrire et à peindre, désormais avec sa main gauche. Il fait don d’une série de croquis et de maquettes de divers projets et travaux publics au musée des esquisses de Suède. 

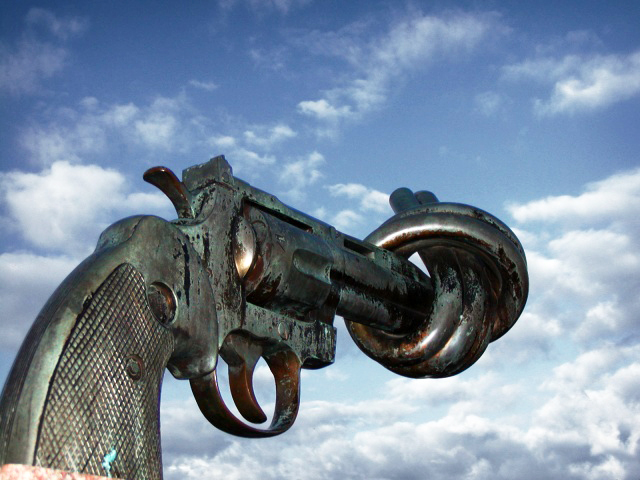
Le pistolet noué, exposé à Malmö en Suède.
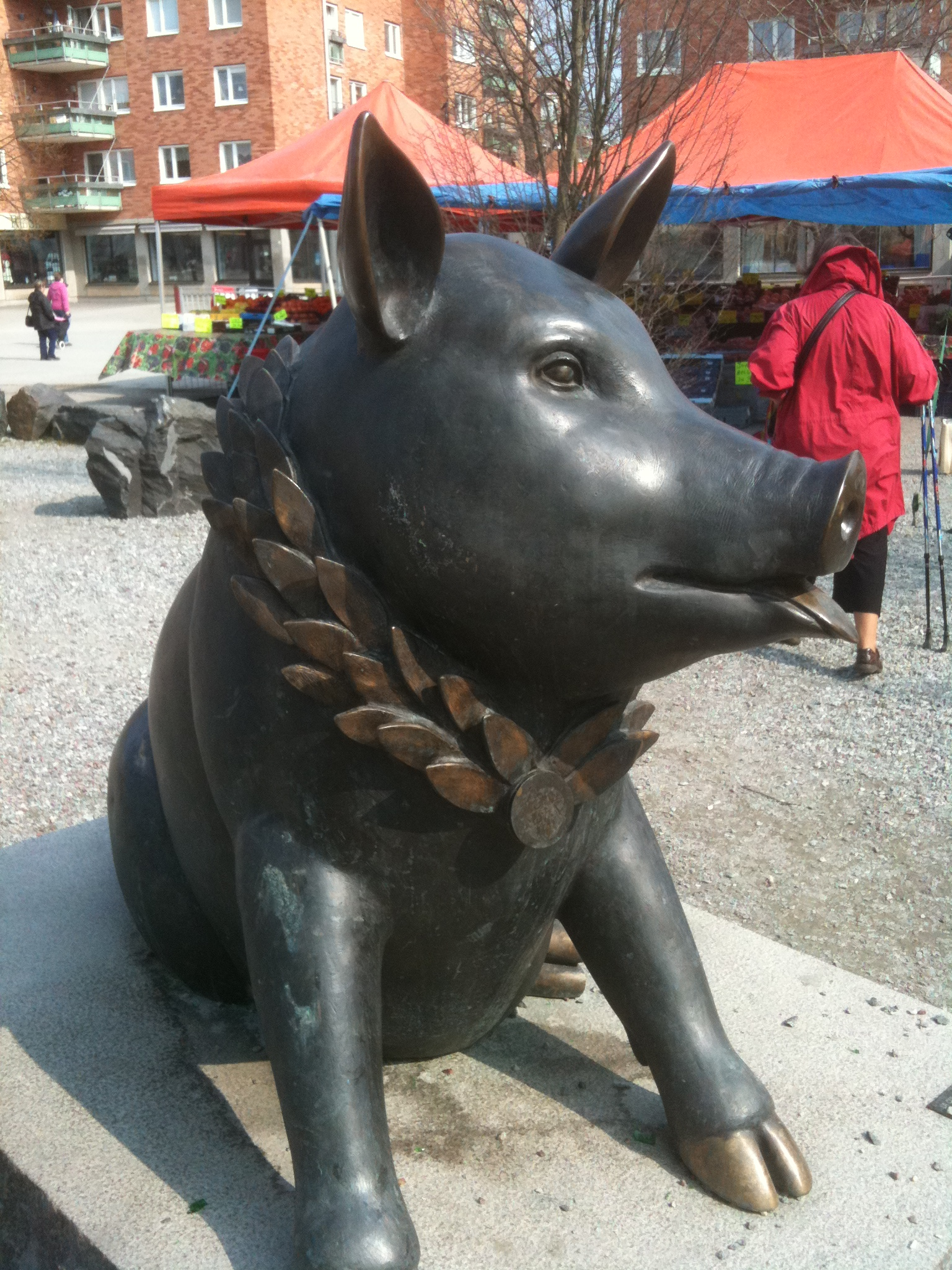
La culture c'est moi!,  faite en 1988.

À l’annonce de l’assassinat de son ami John Lennon, le 8 décembre 1980, l’artiste est tellement bouleversé et en colère qu'il décide de créer une œuvre sur le thème de la non-violence, qu'il baptise du même nom : « Non-violence ».